# Callisema consortium
Callisema consortium là một loài bọ cánh cứng trong họ Cerambycidae.